# Радио Приднестровья
Ра́дио Приднестро́вья — государственное радиовещание непризнанной Приднестровской Молдавской Республики — ПМР. Главный офис и студии находятся в Тирасполе. Вещает попеременно на русском, молдавском и украинском по внутренней республиканской радиопрограмме в течение 21 часа в сутки в частотном диапазоне УКВ, FM и СВ. 
Обычно политические программы Радио Приднестровья отражают позицию правительства ПМР.

## История

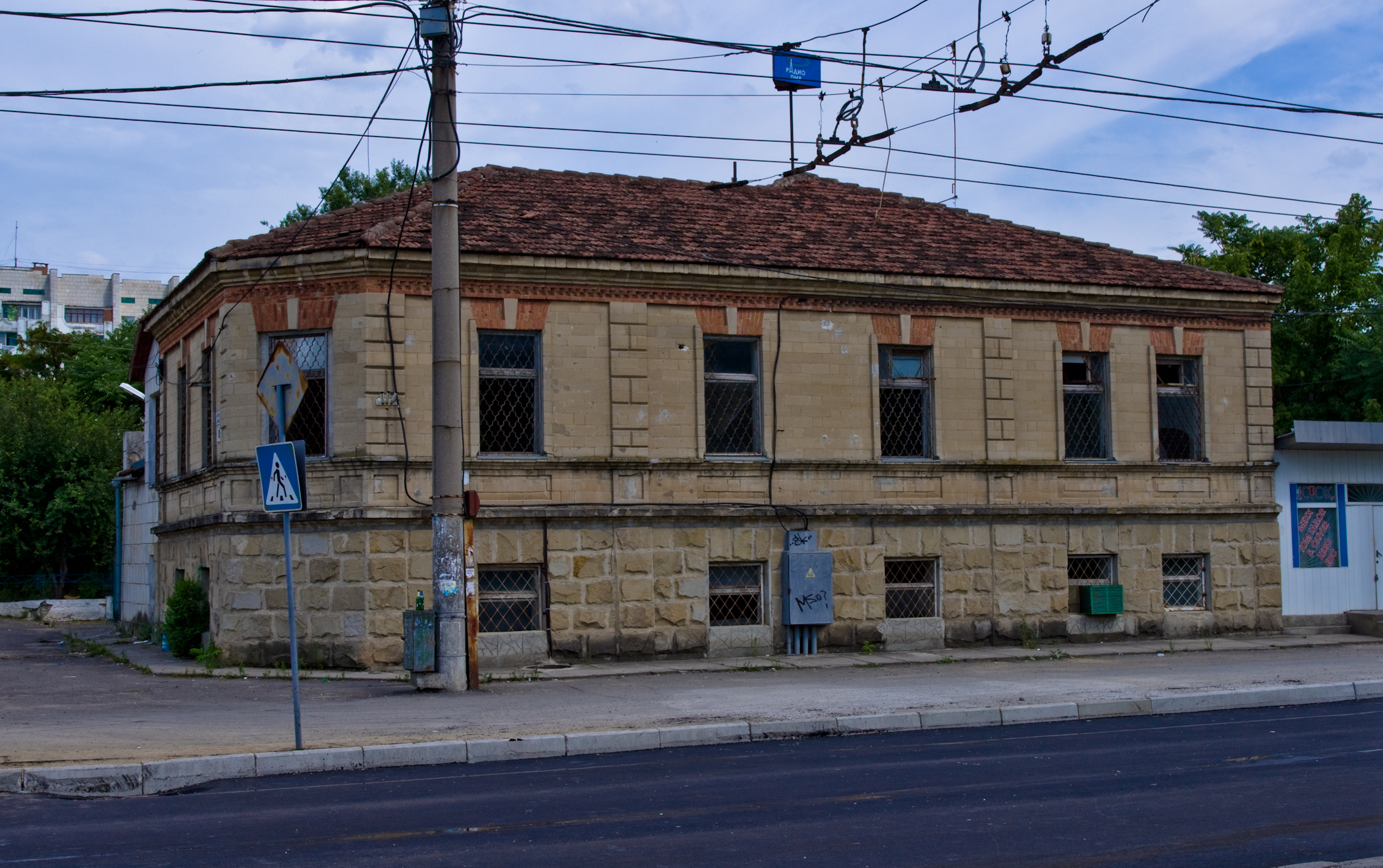
Старое здание «Радио Приднестровья»

Станция создана Постановлением Президиума Верховного Совета ПМССР № 14 от 7 августа 1991 года «О создании Республиканской редакции Радиовещания Приднестровской Молдавской ССР». Вначале редакция вещала только по проводным сетям. А с 17 марта 1992 года в Дубоссарах на средних волнах начал работу маломощный киловаттный передатчик. Новый импульс развитию станции придало вооружённое занятие властями Приднестровской Молдавской Республики одного из крупнейших в мире ретрансляционных радиоцентров в Григориополе (на границе Молдовы и собственно Приднестровья). Этот центр был построен в 1971 для иновещания СССР, а с 1991 принадлежал Молдове. С 7 мая 1992 года из этого трансляционного центра начало транслироваться Радио Приднестровья. Использование центра в Григориополе позволило Радио Приднестровья и «Голосу Приднестровья» стать одним из самых мощных иновещателей в регионе. (Несколько лет назад власти Приднестровья продали ретрансляционный центр в Григориополе России, оговорив право на трансляцию оттуда также и приднестровских программ).
Начиная с 2012 года «Радио Приднестровья» является частью Приднестровской Государственной телерадиокомпании. В 2014 было переименовано в «Радио 1». В 2015 к ориентированному на молодёжь «Радио 1», добавилось «Радио Приднестровья» для слушателей старшего возраста.
Также на Радио Приднестровья существовала служба иновещания, известная как «Голос Приднестровья», транслировавшая с понедельника по пятницу двухчасовую программу на русском языке в диапазоне средних волн для России, Украины и прилегающих стран. Эта же служба «Голос Приднестровья» передавала в будние дни программы на коротких волнах в направлении Западной Европы на английском, французском и немецком языках.

## Названия
- Радио Приднестровья (Радио 1 плюс) (1991—2014, 2015 — наст. время)
- Радио 1 (2014 — наст. время)